# Crocifisso di Santo Spirito

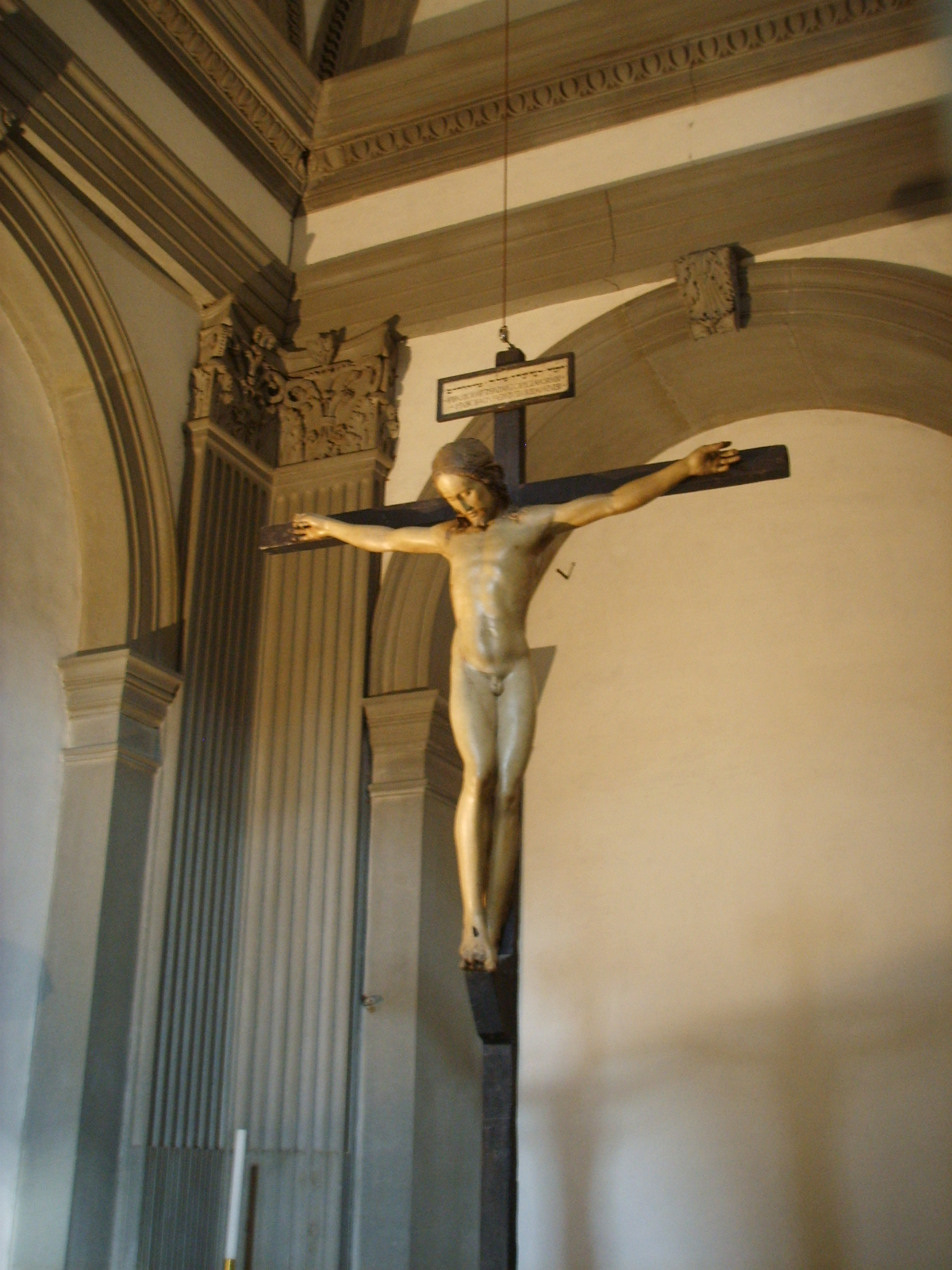
Altra veduta

Il Crocifisso di Santo Spirito è una scultura lignea policroma (139 x 135 cm) attribuita a Michelangelo Buonarroti, databile al 1493 circa e conservata nella sagrestia della basilica di Santo Spirito a Firenze.

## Storia
Michelangelo fu ospitato nel convento di Santo Spirito nel 1492, a diciassette anni, dopo la morte del suo protettore Lorenzo il Magnifico, che lo aveva ospitato durante i suoi studi artistici nel grande palazzo di famiglia in Via Larga (oggi Palazzo Medici Riccardi). In questo convento, grazie all'intercessione di Piero de' Medici e con l'autorizzazione del priore, ebbe la possibilità di analizzare i cadaveri provenienti dall'ospedale del convento per studiarne l'anatomia, ed è anche grazie a questa esperienza che Michelangelo divenne tra i più capaci nel rappresentare il corpo umano in ogni suo più piccolo dettaglio.
Come ringraziamento dell'ospitalità il giovane artista scolpì per il priore Niccolò di Lapo Bichiellini, il crocifisso ligneo, che venne collocato sopra l'altare maggiore, dove lo vide verso il 1510 l'Albertini, finché, durante l'occupazione francese della fine del XVIII secolo, con la soppressione del convento venne registrato come perduto. In realtà l'opera non si era mossa da Santo Spirito, come sostenne Margrit Lisner, che nel 1962, durante una catalogazione dei crocifissi toscani, lo riscoprì sotto una spessa ridipintura che alterava la forma e il carattere dell'opera. L'opera dopotutto confermava alcune informazioni tratte dalle fonti antiche (come il Condivi, che parlò di una dimensione "poco meno che'l naturale" o le misure rilevate da Bottari nel 1759-1760, che lo disse "alto circa due braccia e mezzo").
Venne destinato, dopo l'immediato restauro, al museo di Casa Buonarroti, dove rimase fino al 2000 quando si decise di riesporlo nella sagrestia di Santo Spirito. 
In seguito allo studio di due medici nel 1999 è stata riconosciuta la stretta aderenza del crocifisso alla realtà, ritraente un giovane quattordicenne morto da poche ore: il profondo studio anatomico del corpo ha reso ancora più probabile l'attribuzione del legno al maestro fiorentino.
Un altro piccolo crocifisso in legno di tiglio, facente parte di una collezione privata ed esposto temporaneamente nel 2004 nel piccolo Museo Horne è stato attribuito a Michelangelo attraverso il confronto col crocifisso di Santo Spirito, specie in dettagli difficili come i tendini dei piedi o l'articolazione del ginocchio. Michelangelo infatti era tra i pochi a poter vantare conoscenza "scientifica" del corpo umano da poterlo raffigurare tanto realisticamente.

## Descrizione e stile
Cristo è rappresentato in Croce nella totale nudità, in posizione sofferente, col capo reclinato verso sinistra e le gambe con le ginocchia piegate e unite, leggermente direzionate a destra, generando un'innovativa rotazione a serpentina e una netta spinta verso l'alto. Tale rotazione non è un esercizio di stile, ma è evocata da una riflessione sulla posizione delle gambe, con quella destra sopra la sinistra per effetto della sovrapposizione dei piedi all'inchiodatura. Da ciò deriva anche l'innovativa rotazione del bacino, che arriva a rendere visibili i glutei a uno sguardo da sinistra, valorizzando anche la veduta laterale. 
Il modellato, nonostante la precisa resa anatomica, è morbido e attento ai dettagli più delicati, come la resa dei soffici capelli e dei peli del pube. Si tratta di caratteristiche ben diverse dalla "terribilità" ed eroismo delle opere più celebri dell'artista, ma a ben guardare non mancano le analogie con sculture vicine. Ad esempio la forma e la posizione del capo è molto simile a quello della Madonna nella Pietà vaticana: lo stesso motivo della torsione e della spinta verso l'alto si ritrovano in molti dei capolavori futuri. 
Il corpo di Cristo è composto e piuttosto gracile, indifeso e fragile davanti al dramma del martirio e della morte. 
La Croce lignea non è originale, ma venne aggiunta probabilmente al momento della ridipintura, tra il XVIII e la prima metà del XIX secolo. Il titulus crucis è invece originale, sebbene venne riappeso al rovescio: infatti la triplice scritta, in ebraico, greco e latino è scritta da destra verso sinistra, in ossequio alla tradizione della reliquia del titulus conservata nella basilica di Santa Croce in Gerusalemme a Roma e ispezionata nel 1492, spargendosi la notizia immediatamente fino a Firenze.